# Austauschwechselwirkung
Die Austauschwechselwirkung (besser spricht man nur von der Austauschenergie oder allgemeiner vom Austauschterm) erhöht oder erniedrigt die Energie eines physikalischen Systems aus mehreren wechselwirkenden identischen Teilchen gegenüber dem Wert, der für den Fall gelten würde, dass die Teilchen nicht identisch, sondern unterscheidbar sind. Die Austauschenergie wird nicht durch eine eigene Art der Wechselwirkung neben den fundamentalen Wechselwirkungen hervorgerufen, sondern durch die besondere Art, in der mehrere Teilchen einen verschränkten quantenmechanischen Zustand bilden, wenn es sich um identische Teilchen handelt. In der Atomhülle z. B. beruht die Austauschenergie hauptsächlich darauf, dass die elektrostatische Abstoßung zwischen zwei nicht unterscheidbaren Elektronen sich anders auswirkt als wenn es sich um unterscheidbare Teilchen handeln würde. Sie ergibt einen, je nach Zustand verschieden großen, zusätzlichen Energiebeitrag, der z. B. beim Atomaufbau und für die chemische Bindung große Bedeutung hat und auch beim Zustandekommen des Ferromagnetismus eine Rolle spielt.
Entsprechende Austauschterme sind auch bei der Berechnung von Übergangswahrscheinlichkeiten in Reaktionen und Wirkungsquerschnitten in Stoßvorgängen zu berücksichtigen, falls es sich um identische Teilchen handelt. Je nach Teilchenart (Boson oder Fermion) kann dadurch beispielsweise bei Stößen die Wahrscheinlichkeit einer 90°-Ablenkung um das Vierfache verstärkt oder im Gegenteil vollkommen unterdrückt werden.
Der Austauschterm ist der zusätzliche Summand, der in quantenmechanischen Formeln für Energie oder Übergangswahrscheinlichkeit durch eine 2-Teilchen-Wechselwirkung immer dann auftritt, wenn es sich um zwei identische Teilchen handelt: Während die betreffende Wechselwirkung im ersten Summanden sich genau so auswirkt wie bei unterscheidbaren Teilchen, sieht der neue Summand – der Austauschterm – so aus, als ob die Wechselwirkung die beiden identischen Teilchen veranlasst hätte, ihre Plätze zu vertauschen, was wegen deren Ununterscheidbarkeit aber denselben physikalischen Zustand darstellt. Der erste Beitrag heißt auch direkter Term (oder direktes Integral) und stellt die direkte quantenmechanische Analogie zu dem Ergebnis dar, das man nach der klassischen Physik für die jeweilige Wechselwirkung erhält. Der zweite Beitrag heißt auch Austauschintegral und entspricht der eigentlichen Austauschenergie, die kein klassisches Gegenstück hat und ein rein quantenmechanisches Phänomen bildet.

## Beziehung zu Pauliprinzip, Spin und Symmetrie der Wellenfunktion
Die Austauschenergie (oder der Austauschterm) wird oft mit dem Pauli-Prinzip in Zusammenhang gebracht, ist aber ein davon unabhängiges, eigenständiges Phänomen. Der Austauschterm tritt immer auf, wenn die Berechnung einer bestimmten Wechselwirkung für ein System mit zwei (oder mehr) identischen Teilchen durchgeführt wird. Nur das Vorzeichen des Austauschterms hängt davon ab, ob diese Teilchen dem Pauli-Prinzip unterliegen oder nicht. (Für Beispiele des Austauschterms mit und ohne Geltung des Pauli-Prinzips siehe die Streuung zweier identischer Teilchen weiter unten.)
Auch mit den Spins der betreffenden Teilchen wird der Austauschterm oft in Zusammenhang gebracht, weil seine Auswirkungen in manchen Fällen so erscheinen, als ob sie durch eine zusätzliche Wechselwirkung eigener Art zwischen den Spins hervorgerufen würden. Dies gilt z. B. bei der LS-Kopplung der Elektronen in der Atomhülle oder beim Ferromagnetismus (s. unten). Dieser Zusammenhang entsteht aber mittelbar aufgrund einer Verkettung von einzelnen Umständen und ohne zusätzliche Wechselwirkung.
Der Austauschterm beruht allein auf der Ununterscheidbarkeit identischer Teilchen, die in der Quantenmechanik auf besondere Weise berücksichtigt wird. Berechnet man die Folge einer bestimmten Wechselwirkung (z. B. die potentielle Energie aufgrund der elektrostatischen Abstoßung) zunächst für zwei unterscheidbare Teilchen in wohlbestimmten Einteilchenzuständen, so ergibt sich das quantenmechanische Analogon zum klassischen Ergebnis, das hier auch als der direkte Term bezeichnet wird. Für ein Paar identischer Teilchen gilt jedoch, dass an keiner Stelle festgelegt werden darf, welches der Teilchen welchen der vorkommenden Einteilchenzustände einnimmt. In der Folge sind für das System mehrerer identischer Teilchen nur Zustandsvektoren möglich, die beim Vertauschen zweier identischer Bosonen gleich bleiben (symmetrische Wellenfunktion) bzw. beim Vertauschen zweier identischer Fermionen ihr Vorzeichen wechseln (antisymmetrische Wellenfunktion). Bei der Berechnung mit einer solchen Wellenfunktion erhält man automatisch zusätzlich zum direkten Term den Austauschterm, wobei je nach Symmetrie das Vorzeichen positiv oder negativ herauskommt. Der Austauschterm hat ein Aussehen, als würde man die Übergangsamplitude für den Prozess berechnen, in dem zwei unterscheidbare Teilchen aufgrund der gerade betrachteten Wechselwirkung gleichzeitig in den Einteilchenzustand des jeweils anderen überwechseln. (Für identische Teilchen ist so ein Prozess physikalisch sinnlos.)

## Formale Überlegungen

### Zweiteilchenwellenfunktion
Ausgangspunkt sind die Wellenfunktionen für ein einzelnes Teilchen, die mit {\displaystyle \,\psi (\mathbf {x} )}, {\displaystyle \,\phi (\mathbf {x} )}, … bezeichnet werden, wobei {\displaystyle \,\mathbf {x} } für sämtliche Koordinaten steht (gegebenenfalls auch des Spins). Bei mehreren Teilchen werden deren Koordinaten durch einen unteren Index unterschieden ({\displaystyle \mathbf {x} _{1},\,\mathbf {x} _{2},\,\ldots }). Für ein System aus zwei Teilchen geben die Funktionen {\displaystyle \varphi (\mathbf {x} _{1},\mathbf {x} _{2})=\psi (\mathbf {x} _{1})\,\phi (\mathbf {x} _{2})} diejenigen Zustände wieder, in denen jedes der Teilchen einen bestimmten Zustand besetzt: das Teilchen mit Koordinate {\displaystyle \mathbf {x} _{1}} den Zustand {\displaystyle \,\psi }, das mit Koordinate {\displaystyle \mathbf {x} _{2}} den Zustand {\displaystyle \,\phi }.
Im Fall von identischen Teilchen fordert aber das Spin-Statistik-Theorem, dass die Zweiteilchenwellenfunktion gegenüber Vertauschung der Teilchen symmetrisch (bei Bosonen) oder antisymmetrisch (bei Fermionen) ist: {\displaystyle \Psi (\mathbf {x} _{1},\mathbf {x} _{2})=\pm \Psi (\mathbf {x} _{2},\mathbf {x} _{1})}. Daher muss die einfache Zweiteilchenwellenfunktion verschränkt werden und lautet richtig:
{\displaystyle \Psi (\mathbf {x} _{1},\mathbf {x} _{2})\,=\,\varphi (\mathbf {x} _{1},\mathbf {x} _{2})\pm \varphi (\mathbf {x} _{2},\mathbf {x} _{1})\;=\;\psi (\mathbf {x} _{1})\,\phi (\mathbf {x} _{2})\pm \phi (\mathbf {x} _{1})\,\psi (\mathbf {x} _{2})}.
(Der hier weggelassene Normierungsfaktor hat den Wert {\displaystyle 1/{\sqrt {2}}}, wenn {\displaystyle \,\psi (\mathbf {x} )} und {\displaystyle \,\phi (\mathbf {x} )} normiert und orthogonal sind.) Für den Zustand {\displaystyle \Psi (\mathbf {x} _{1},\mathbf {x} _{2})} zweier identischer Teilchen kann man noch sagen, dass die beiden Einteilchenzustände {\displaystyle \,\psi (\mathbf {x} )}, {\displaystyle \,\phi (\mathbf {x} )} von je einem Teilchen besetzt sind, aber nicht mehr, welches von ihnen welchen der Zustände besetzt.

### Direkter Term und Austauschterm bei Berechnung eines Erwartungswertes
Bei der Berechnung des Erwartungswerts eines Operators treten wegen der Zerlegung von {\displaystyle \Psi } zwei Summanden auf:
{\displaystyle \langle \,\Psi (\mathbf {x} _{1},\mathbf {x} _{2})\,|{\hat {O}}|\,\Psi (\mathbf {x} _{1},\mathbf {x} _{2})\,\rangle =D\pm A}
- der „direkte Term “:    {\displaystyle D=\langle \,\psi (\mathbf {x} _{1})\,\phi (\mathbf {x} _{2})\,|{\hat {O}}|\,\psi (\mathbf {x} _{1})\,\phi (\mathbf {x} _{2})\,\rangle }
- der „Austauschterm“:  {\displaystyle A=\langle \,\phi (\mathbf {x} _{1})\,\psi (\mathbf {x} _{2})\,|{\hat {O}}|\,\psi (\mathbf {x} _{1})\,\phi (\mathbf {x} _{2})\,\rangle }

Mit jeder der einfachen Produktfunktionen {\displaystyle \,\varphi (\mathbf {x} _{1},\mathbf {x} _{2})} bzw. {\displaystyle \,\varphi (\mathbf {x} _{2},\mathbf {x} _{1})} von oben hätte sich nur der direkte Term ergeben. Wenn der Operator {\displaystyle {\hat {O}}} die potentielle Energie des einen Teilchens im Feld des anderen beschreibt (z. B. die Coulomb-Abstoßung zwischen zwei Elektronen), entspricht der direkte Term genau dem klassisch erwarteten Ergebnis für die potentielle Energie der einen Ladungswolke im Feld der anderen. Der Austauschterm kommt nur durch die Verschränkung zustande und hat die Form der Übergangsamplitude für den Prozess, in dem die beiden Teilchen durch ihre Wechselwirkung {\displaystyle {\hat {O}}} ihre Zustände tauschen (vgl. das Matrixelement in Fermis Goldener Regel). Der Austauschterm tritt bei Bosonen mit positivem Vorzeichen auf, bei Fermionen mit negativem.

### Direkter Term und Austauschterm bei Berechnung einer Übergangsamplitude
Ein Übergang {\displaystyle \Psi (\mathbf {x} _{1},\mathbf {x} _{2})\rightarrow \Psi '(\mathbf {x} _{1},\mathbf {x} _{2})} führe von einem Zweiteilchenzustand {\displaystyle \,\Psi (\mathbf {x} _{1},\mathbf {x} _{2})} in einen anderen, der ebenfalls aus zwei Einteilchenzuständen gebildet sei: {\displaystyle \Psi '(\mathbf {x} _{1},\mathbf {x} _{2})\,=\;\psi '(\mathbf {x} _{1})\,\phi '(\mathbf {x} _{2})\pm \phi '(\mathbf {x} _{1})\,\psi '(\mathbf {x} _{2})}. Ein Beispiel ist der Stoß zweier Teilchen. Im Schwerpunktsystem (also vom ruhenden Schwerpunkt aus betrachtet) fliegen sie im Anfangszustand {\displaystyle \,\Psi (\mathbf {x} _{1},\mathbf {x} _{2})} aus entgegengesetzter Richtung aufeinander zu. Im Endzustand {\displaystyle \,\Psi '(\mathbf {x} _{1},\mathbf {x} _{2})} fliegen sie auseinander, ebenfalls in entgegengesetzter Richtung, aber längs einer anderen Achse, die durch den beobachteten Ablenkwinkel vorgegeben ist.
Steht {\displaystyle {\hat {O}}} für die Wechselwirkung der beiden Teilchen miteinander, wird die Übergangswahrscheinlichkeit aus dem Matrixelement gebildet (s. Fermis Goldene Regel). Das Matrixelement (die Übergangsamplitude) besteht aus zwei Amplituden, die kohärent bei Bosonen addiert, bei Fermionen subtrahiert werden, bevor zur Ermittlung der Übergangswahrscheinlichkeit (bzw. des Differentiellen Wirkungsquerschnitts) das Betragsquadrat gebildet wird:
{\displaystyle \langle \,\Psi '(\mathbf {x} _{1},\mathbf {x} _{2})\,|{\hat {O}}|\,\Psi (\mathbf {x} _{1},\mathbf {x} _{2})\,\rangle =D\pm A}
- „direkter Term“:    {\displaystyle D=\langle \,\psi '(\mathbf {x} _{1})\,\phi '(\mathbf {x} _{2})\,|{\hat {O}}|\,\psi (\mathbf {x} _{1})\,\phi (\mathbf {x} _{2})\,\rangle }
- „Austauschterm“:  {\displaystyle A=\langle \,\phi '(\mathbf {x} _{1})\,\psi '(\mathbf {x} _{2})\,|{\hat {O}}|\,\psi (\mathbf {x} _{1})\,\phi (\mathbf {x} _{2})\,\rangle }

Am Index der Koordinaten ist abzulesen, dass der direkte Term den Prozess beschreibt, wo gleichzeitig das eine Teilchen von {\displaystyle \,\psi } in {\displaystyle \,\psi '} übergeht und das andere von {\displaystyle \,\phi } in {\displaystyle \,\phi '}. Der Austauschterm gehört zum Prozess mit vertauschten Endzuständen: {\displaystyle \psi \rightarrow \phi '} und {\displaystyle \phi \rightarrow \psi '}. Bei unterscheidbaren Teilchen wären das alternative, sich gegenseitig ausschließende Prozesse, die in einem geeigneten Experiment einzeln gemessen werden können. Bei identischen Teilchen aber kann wegen ihrer Ununterscheidbarkeit prinzipiell durch keine Messung unterschieden werden, ob die Teilchen im Experiment den direkten Prozess oder den Austauschprozess gemacht haben. Für identische Teilchen stellen diese beiden Wege nicht einmal echte (einander ausschließende) Alternativen dar, denn ihre Amplituden interferieren miteinander. Das Summieren (bzw. Subtrahieren) der beiden Amplituden vor der Bildung des Betragsquadrats ist eine kohärente Überlagerung, die das gleichzeitige Vorliegen beider Werte voraussetzt.

## Austauschenergie der Elektronen im Heliumatom

### Wellenfunktion für zwei identische Teilchen
Für die beiden Elektronen werden nur die Coulomb-Wechselwirkungen mit dem Kern und untereinander berücksichtigt, während die mit dem Spin zusammenhängenden Energien bzw. Kräfte wegen Geringfügigkeit vernachlässigt werden. Dann ist das räumliche Verhalten der Elektronen unabhängig vom Verhalten ihrer Spins, und die Zweiteilchenwellenfunktionen können in der Produktform {\displaystyle \,\Psi (\mathbf {x} _{1},\,\mathbf {x} _{2})=\Phi ({\vec {r}}_{1},{\vec {r}}_{2})\cdot \chi _{S}(s_{z1},s_{z2})} angesetzt werden. Darin ist {\displaystyle \,\mathbf {x} {\mathord {=}}({\vec {r}},s_{z})} der vollständige Koordinatensatz eines Elektrons mit {\displaystyle {\vec {r}}=(x,y,z)} als Ortskoordinate und {\displaystyle s_{z}=\pm {\frac {1}{2}}} als Koordinate für die Spinausrichtung. {\displaystyle \Phi ({\vec {r}}_{1},{\vec {r}}_{2})} ist die Ortswellenfunktion, {\displaystyle \chi _{S}(s_{z1},s_{z2})} die Spinfunktion für die beiden Teilchen.
Da Elektronen Fermionen sind, muss der Gesamtzustand antisymmetrisch gegen Teilchenvertauschung sein: {\displaystyle \,\Psi (\mathbf {x} _{1},\,\mathbf {x} _{2})=-\Psi (\mathbf {x} _{2},\,\mathbf {x} _{1})}. Das geht nur, wenn entweder {\displaystyle \Phi ({\vec {r}}_{1},{\vec {r}}_{2})} antisymmetrisch und {\displaystyle \,\chi _{S}(s_{z1},s_{z2})} symmetrisch ist oder umgekehrt, Mischformen kann es nicht geben.
Die Ortsfunktion {\displaystyle \Phi ({\vec {r}}_{1},{\vec {r}}_{2})} wird aus zwei Orbitalen {\displaystyle \,\varphi _{A}({\vec {r}}),\varphi _{B}({\vec {r}})} aufgebaut, wie sie sich im Coulomb-Feld des Kerns bilden. Für unterscheidbare Teilchen wäre einfach {\displaystyle \,\Phi ({\vec {r}}_{1},{\vec {r}}_{2})\,=\,\varphi _{A}({\vec {r}}_{1})\,\varphi _{B}({\vec {r}}_{2})} anzusetzen, weil feststeht, dass Teilchen #1 im Orbital {\displaystyle \varphi _{A}} sitzt und Teilchen #2 in {\displaystyle \varphi _{B}}. Damit aber entweder die eine oder die andere der (wegen der Ununterscheidbarkeit der Teilchen geforderten) Symmetrien entsteht, muss die gesamte Ortsfunktion folgende Form haben:
{\displaystyle \,\Phi ({\vec {r}}_{1},{\vec {r}}_{2})\,=\,\varphi _{A}({\vec {r}}_{1})\,\varphi _{B}({\vec {r}}_{2})\,\pm \,\varphi _{B}({\vec {r}}_{1})\,\varphi _{A}({\vec {r}}_{2})}
(Anm.: Ein Normierungsfaktor {\displaystyle {\sqrt {\tfrac {1}{2}}}} ist hier und im Folgenden wegen besserer Übersichtlichkeit fortgelassen. Für den antisymmetrischen Fall muss die Wahl {\displaystyle \,\varphi _{A}=\varphi _{B}} ausgeschlossen werden (Pauliprinzip)).

### Aufspaltung je nach Symmetrie der Ortswellenfunktion
Ohne Wechselwirkung der beiden Elektronen untereinander hätten He-Atome mit symmetrischem und antisymmetrischem Ortszustand dieselbe Energie; sie würden ein entartetes Energieniveau des Atoms bilden. Als Wechselwirkung zwischen den Elektronen wird nun allein das Coulombpotential {\displaystyle {\hat {O}}=e^{2}/(4\pi \varepsilon _{0}|{\vec {r}}_{1}-{\vec {r}}_{2}|)} angesetzt (das nicht auf die Spins wirkt). Dadurch verschiebt sich die Energie des Zustands um den Erwartungswert {\displaystyle \langle \Psi |{\hat {O}}|\Psi \rangle =\langle \Phi |{\hat {O}}|\Phi \rangle \langle \chi |{\hat {1}}|\chi \rangle }. Der Faktor {\displaystyle \langle \chi |{\hat {1}}|\chi \rangle } ist 1, der Faktor {\displaystyle \langle \Phi |{\hat {O}}|\Phi \rangle =D\pm A} besteht, wie weiter oben erwähnt, aus zwei Termen,
- erstens dem „direkten Term“ {\displaystyle D=\langle \,\varphi _{A}({\vec {r}}_{1})\,\varphi _{B}({\vec {r}}_{2})\,|{\hat {O}}|\,\varphi _{A}({\vec {r}}_{1})\,\varphi _{B}({\vec {r}}_{2})\,\rangle =\iint d^{3}r_{1}\,d^{3}r_{2}\,{\frac {e^{2}}{4\pi \varepsilon _{0}}}\,{\frac {|\varphi _{A}({\vec {r}}_{1})|^{2}\,|\varphi _{B}({\vec {r}}_{2})|^{2}}{|{\vec {r}}_{1}-{\vec {r}}_{2}|}}} , sowie
- zweitens dem „Austauschterm“ {\displaystyle A=\langle \,\varphi _{B}({\vec {r}}_{1})\,\varphi _{A}({\vec {r}}_{2})\,|{\hat {O}}|\,\varphi _{A}({\vec {r}}_{1})\,\varphi _{B}({\vec {r}}_{2})\,\rangle =\iint d^{3}r_{1}\,d^{3}r_{2}\,{\frac {e^{2}}{4\pi \varepsilon _{0}}}\,{\frac {\varphi _{A}({\vec {r}}_{1})\,\varphi _{B}^{*}({\vec {r}}_{1})\,\varphi _{B}({\vec {r}}_{2})\,\varphi _{A}^{*}({\vec {r}}_{2})}{|{\vec {r}}_{1}-{\vec {r}}_{2}|}}}

Der direkte Term gibt das Ergebnis wieder, das der klassischen Vorstellung von zwei sich abstoßenden Ladungswolken mit den räumlichen Dichten {\displaystyle \,|\varphi _{A}|^{2},\,|\varphi _{B}|^{2}} entspricht. Das wäre für zwei unterscheidbare Teilchen auch schon das Endergebnis. Wegen der Ununterscheidbarkeit der beiden Elektronen kommt jedoch der Austauschterm hinzu, und zwar je nach der Symmetrie der Ortsfunktion {\displaystyle \,\Phi } mit positivem oder negativem Vorzeichen. Zwar gilt für den Austauschterm {\displaystyle \,A=0}, wenn sich die Orbitale {\displaystyle \,\varphi _{A}({\vec {r}})} und {\displaystyle \,\varphi _{B}({\vec {r}})} nicht überlappen (weshalb man die durch die Coulombabstoßung entstehende Austauschwechselwirkung bei räumlich weit getrennten Elektronen i.a. nicht zu betrachten braucht). Für Orbitale im selben Atom gilt aber stets {\displaystyle \,A>0}. (Dies ergibt z. B. bei Anwendung auf die 3d-Orbitale gewisser Verbindungen die sog. Hundsche Regel, eine Art „inneratomaren Ferromagnetismus“, genauer: Paramagnetismus.) Als Folge wird das entartete Energieniveau des Atoms in zwei Niveaus aufgespalten, obwohl die von den Teilchen besetzten Orbitale in beiden Niveaus die gleichen geblieben sind. Die günstigere, also niedrigere Energie, {\displaystyle D{\mathord {-}}A,} gehört zum antisymmetrischen Ortszustand, die höhere, {\displaystyle D{\mathord {+}}A,} zum symmetrischen. Qualitative Ursache ist, dass im antisymmetrischen Ortszustand die beiden Elektronen nicht am selben Ort ({\displaystyle {\vec {r}}_{2}={\vec {r}}_{1}={\vec {r}}}) anzutreffen sind (denn aus {\displaystyle \,\Phi ({\vec {r}}_{2},{\vec {r}}_{1}){\mathord {=}}-\Phi ({\vec {r}}_{1},{\vec {r}}_{2})} folgt {\displaystyle \,\Phi ({\vec {r}},{\vec {r}}){\mathord {=}}0}). Die Coulomb-Abstoßung ist daher vermindert, was energetisch günstig ist. Konkret besagt die angegebene Regel, dass es um einen Betrag der Größe 2A, auf Englisch Hund's Rule exchange energy genannt, energetisch günstiger ist, zwei Elektronen bei parallelem Spin in verschiedene d-Orbitale zu platzieren statt sie in ein-und-demselben d-Orbital unterzubringen, wobei dann ihre Spinfunktion nicht mehr symmetrisch wäre („parallele Spins“), sondern antisymmetrisch sein muss. Da es insgesamt fünf verschiedene (paarweise orthogonale) d-Orbitale gibt, ist der maximale inneratomare Magnetismus bei den 3d-Ionen für Mn++ mit einem magnetischen Moment von fünf Bohr'schen Einheiten erreicht, während Cr++ und Fe++ vier Einheiten besitzen. Dabei wird ausgenutzt, dass Mangan++ fünf, Chrom++ vier, Eisen++ aber sechs 3d-Elektronen unterbringen muss.

### Beziehung zum Spin
Im Hamiltonoperator des Atoms, soweit hier betrachtet, treten die Spins nicht auf. Dennoch werden die beiden Niveaus, die sich durch die Aufspaltung aufgrund der Elektron-Elektron-Wechselwirkung gebildet haben, durch verschiedene Quantenzahlen {\displaystyle \,S} für den Gesamtspin gekennzeichnet. Der Grund ist, dass zu einer symmetrischen bzw. antisymmetrischen Ortsfunktion {\displaystyle \Phi } immer eine entgegengesetzt symmetrische Spinfunktion {\displaystyle \chi } gehört, und dass diese im Fall von zwei Teilchen mit Spin {\displaystyle {\frac {1}{2}}} je nach Symmetrie immer einen definierten Gesamtspin besitzt, entweder {\displaystyle \,S=0} oder {\displaystyle \,S=1} (s. Zwei gleiche Teilchen mit Spin 1/2). Nach ihrem Entartungsgrad hinsichtlich der Spinorientierung heißen Zustände mit {\displaystyle \,S=0} Singulettzustände, die mit {\displaystyle \,S=1} Triplettzustände. Für die Energieniveaus des He-Atoms folgt, dass die Elektronen, wenn sie in zwei (voneinander verschiedenen) Einteilchenorbitalen sitzen, je ein Singulettniveau und ein Triplettniveau bilden, wobei das Triplettniveau (d. h. symmetrisch bei Vertauschung der Spins, antisymmetrisch im Ort) tiefer liegt als der entsprechende Singulettzustand.
Ein Sonderfall ergibt sich, wenn beide Elektronen dasselbe Orbital {\displaystyle \,\varphi _{A}{\mathord {=}}\varphi _{B}} besetzen, denn dazu existiert nur die symmetrische Ortswellenfunktion. Ein Standardbeispiel ist die Konfiguration 1s2 des Grundzustands im Helium-Atom. Der Gesamtspin ist zu {\displaystyle \,S{\mathord {=}}0} festgelegt, eine Aufspaltung tritt nicht ein.
Insgesamt führt die elektrostatische Abstoßung mittels der quantenmechanischen Austauschwechselwirkung zu der paradoxen Folge, dass die Spinquantenzahl einen bestimmenden Einfluss auf das Niveauschema erhält, ohne dass die mit dem Elektronenspin verbundene (magnetische) Wechselwirkung überhaupt betrachtet wird. Historisch wurden an diesem konkreten Beispiel 1926 diese Zusammenhänge von Werner Heisenberg entdeckt.

### Verallgemeinerung für zweiatomige Moleküle
Mit welchem Vorzeichen der Austauschterm bei Energieberechnungen in zweiatomigen Molekülen eingeht, hängt von den Umständen ab, z. B. ergibt bei Elektronen – das sind Fermionen – eine symmetrische Ortsfunktion eines zweifachen Vektorensatzes eine Art Singulett-Grundzustand (antisymmetrische Spinfunktion, symmetrische Ortsfunktion, homöopolare σ-Bindung). Dieser Zustand ist im Allgemeinen energetisch besonders begünstigt (zweiatomige Moleküle sind meist diamagnetisch), während der alternative „Triplettzustand“ (Parallelstellung der atomaren Spins; π-Bindung) eine antisymmetrische Ortsfunktion energetisch bevorzugt, was bei paramagnetischen Molekülen vorkommt, z. B. bei O2. (Im letztgenannten Fall geht es z, B. um die Vertauschung zweier Elektronen, von denen sich eines im px-Orbital, das andere im py-Orbital befindet.)
Bei Bosonen gehört dagegen zu einer symmetrischen bzw. antisymmetrischen Ortsfunktion
auch eine symmetrische (bzw. antisymmetrische) Spinfunktion. Auch dort konkurrieren aber bei Energieberechnungen beide Vorzeichen, wobei es u. a. auf das sog. Überlappungsintegral der Wellenfunktionen ankommt.

## Austauschterm bei der Streuung identischer Teilchen
Bei einem Stoß (s. o.) zweier identischer Teilchen unterscheiden sich der direkte und der Austauschterm nur dadurch, dass, wenn der eine die Ablenkung um den Winkel {\displaystyle \theta } beschreibt, dann der andere die Ablenkung um den Winkel {\displaystyle \pi -\theta } (immer im Schwerpunktsystem). Insbesondere sind beide Terme gleich bei Ablenkung um 90°. Im Fall, dass sie voneinander subtrahiert werden (also bei antisymmetrischer Ortswellenfunktion), ist die Übergangsamplitude daher Null, d. h. Ablenkung um 90° ist in diesem Fall vollkommen unmöglich. Im anderen Fall (symmetrische Ortswellenfunktion) wird die Übergangsamplitude genau verdoppelt, die Häufigkeit der Ablenkungen um 90° also (wegen des Betragsquadrats) vervierfacht gegenüber dem Fall nicht-identischer Teilchen. Diese überraschenden Folgen der quantenmechanischen Formeln wurden erstmals 1930 von Nevill Mott vorhergesagt und kurz darauf experimentell bestätigt. Bemerkenswert ist hierbei, dass diese Abweichungen vom klassisch erwarteten Verhalten einzig von der Ununterscheidbarkeit der beiden Stoßpartner herrühren und von allen weiteren Einzelheiten des untersuchten Prozesses (wie Teilchenart, Kraftgesetz, Energie, …) völlig unabhängig sind. Das heißt, diese Effekte zeigen sich unverändert auch dann, wenn sie bei geringer Energie und großem Abstand der Reaktionspartner, also im klassischen Grenzfall, nach dem Korrespondenzprinzip nicht zu erwarten sind.

## Austauschenergie und magnetische Ordnung
Die Austauschenergie, die von der elektrostatischen Abstoßung der Elektronen herrührt, wirkt nur zwischen zwei Elektronen mit überlappender Aufenthaltswahrscheinlichkeit. Dies können neben Elektronen desselben Atoms aber auch Elektronen benachbarter Atome oder, in Metallen, sogar delokalisierte Elektronen des Leitungsbands sein. Zu den Folgen gehört in der Chemie die sterische Hinderung, in der Festkörperphysik die langreichweitige magnetische Ordnung in den magnetischen Materialien (s. z. B. Heisenberg-Modell, Ising-Modell).
Da die aufgespaltenen Niveaus von je zwei Elektronen – wie oben beim He-Atom beschrieben – verschiedenen Gesamtspin {\displaystyle \,{\hat {\vec {S}}}^{2}=({\hat {\vec {s}}}_{1}+{\hat {\vec {s}}}_{2})^{2}} haben, kann man dieselbe Aufspaltung auch mithilfe eines geeigneten Faktors vor dem Operator {\displaystyle {\hat {\vec {s}}}_{1}\cdot {\hat {\vec {s}}}_{2}={\frac {1}{2}}{\hat {\vec {S}}}^{2}-{\hat {\vec {s}}}_{1}^{2}-{\hat {\vec {s}}}_{2}^{2}} erzeugen. Dieser Faktor wird gewöhnlich mit {\displaystyle J_{1,2}} abgekürzt und als Austauschwechselwirkung oder -energie bezeichnet. Diese Bezeichnung hat hier auch einen zweiten Sinn: man schreibt den Operator {\displaystyle {\hat {\vec {s}}}_{1}\cdot {\hat {\vec {s}}}_{2}={\frac {1}{2}}({\hat {s}}_{1+}\cdot {\hat {s}}_{2-}+{\hat {s}}_{1-}\cdot {\hat {s}}_{2+})+{\hat {s}}_{1z}\cdot {\hat {s}}_{2z}}, mit {\displaystyle s_{\pm }=s_{x}\pm is_{y}}, und wendet ihn auf einen Zustand an, in dem ein Elektron den Spin nach oben und das andere nach unten ausgerichtet hat. Dieser Zustand wird durch die Auf- und Absteigeoperatoren {\displaystyle {\hat {s}}_{\pm }} in den Zustand mit vertauschten Spinorientierungen umgewandelt. Der Vorgang beschreibt also einen Spinaustausch.
Bei den Atomen mit magnetischem Dipolmoment, die auf den Gitterplätzen eines Festkörpers sitzen, ist die effektive Austauschwechselwirkung der Elektronen verschiedener Atome vom Atomabstand abhängig und kann auch das Vorzeichen wechseln. Wenn entgegen den magnetischen Kräften zwischen den benachbarten Dipolen die Parallelstellung energetisch günstig ist, bildet sich ein Ferromagnet. Ist die Antiparallelstellung günstig, bildet sich ein Antiferromagnet. In Metallen sind die Elektronen des Leitungsbands wesentlich daran beteiligt (z. B. Eisen, Kobalt und Nickel: ferromagnetisch, Mangan: antiferromagnetisch). Bei alternierendem Vorzeichen können magnetische Spiralstrukturen entstehen (z. B. Chrom, Terbium). Bei „konkurrierenden Vorzeichen“ der (effektiven) Austauschenergie und ungeordneter Anordnung der Atome (z. B. EuxSr1-xS-Legierungen, mit 0,13<x<0,65) erhält man Spingläser.